# Mustafa Hatipler
Mustafa Hatipler (* 24. November 1959 in Edirne) ist ein türkischer Sozialpolitikprofessor an der Trakya Üniversitesi in Edirne. Am 16. August 2024 wurde er zum neuen Rektor der Universität berufen. Er ist der Nachfolger im Amt des vormaligen Rektors Erhan Tabakoğlu.

## Leben und Wirken
Mustafa Hatipler studierte in Bursa und schloss sein Studium an der Fakultät für Betriebswirtschaftslehre und Finanzen der Uludağ-Universität 1982 ab. Es folgte ein Master Studium, das Hatipler an der Trakya-Universität 1995 abschloss. Seine Assistentenzeit an der Namık Kemal Üniversitesi in Tekirdağ schloss er 2010 mit der Promotion ab.
Hatipler startete seine Berufskarriere 2011 als Dozent an der Berufsschule für Sozialwissenschaften der Trakya-Universität Edirne 2011. Im Jahr 2018 wurde er zum Doçent und 2023 zum Professor ernannt.
Hatipler, der weiterhin als Leiter der Abteilung für Außenhandel und Marketing der Berufsschule für Sozialwissenschaften der Universität Trakya Edirne fungiert, wurde mit Wirkung zum 16. August 2024 zum Rektor der Universität Trakya berufen.